# Устенко Олексій Олегович
Олексій Олегович Устенко (нар. 7 квітня 1994, Київ) — український економіст, народний депутат України IX скликання, голова підкомітету з питань рентних платежів, екологічного податку та оподаткування АПК Комітету з питань фінансів, податкової та митної політики, голова Полтавської обласної організації партії «Слуга Народу».

## Життєпис
Олексій Устенко народився 7 квітня 1994 року в Києві.
У 2014 році закінчив Київський національний економічний університет за спеціальністю «Міжнародна економіка та менеджмент», а в 2015 році завершив навчання в City University London (Міський університет Лондона) за напрямком International business economics (міжнародна бізнес-економіка).
У 2016—2019 роках був керівником низки аграрних підприємств.
Одружений. Є експертом з інвестицій та розвитку аграрного сектору.

### Політична кар'єра
Із 2019 року — народний депутат України від партії «Слуга Народу». Голова підкомітету з питань рентних платежів, екологічного податку та оподаткування АПК Комітету з питань фінансів, податкової та митної політики.
Входить до групи з міжпарламентських зв'язків із Бразилією, Індією, Кіпром, ОАЕ, США, Швецією, Японією. Член міжфракційного об'єднання «Українці в світі». З червня 2022 року голова Полтавської обласної організації партії «Слуга Народу».
Член Тимчасової слідчої комісії ВРУ з питань розслідування можливих протиправних дій посадових осіб Державного космічного агентства України (Національного космічного агентства України) та підприємств космічної галузі, зокрема під час реалізації проєктів «Либідь» та «Циклон-4».
У 2019 зробив скандальну заяву про те, що Україна спровокувала Росію до нападу через скасування скандального закону Колесніченка-Ківалова 2014 року.

### Законотворча діяльність
Устенко є прихильником економічного егоїзу та імпортозаміщення.
Голосував за створення в Україні індустріальних парків.
22 Липня 2025 року проголосував за проєкт закону 12414, що обмежує Національне антикорупційне бюро України та Спеціалізовану антикорупційну прокуратуру. 